# Força Jovem (escola de samba)
O Grêmio Recreativo Escola de Samba Força Jovem é uma escola de samba da cidade do Rio de Janeiro, formada por sambistas torcedores do Vasco da Gama.

## História
Desfilou pela primeira vez em 2020 no sábado pós-Carnaval, na Estrada Intendente Magalhães, pelo grupo de avaliação do Carnaval do Rio. Apesar de receber uma punição por não apresentar o número mínimo de baianas, conseguiu ficar entre as sete primeiras agremiações promovidas. No carnaval seguinte, conseguiu o vice-campeonato da Série Bronze e o acesso à Série Prata com o enredo sobre a torcida vascaína. Em 2023 homenageou Pai Santana, que atuou como massagista do Vasco da Gama por muitos anos. A agremiação acabou ficando com a oitava colocação.
Em julho de 2023, a União Cruzmaltina causou polêmica ao anunciar uma homenagem ao ex-governador do Rio de Janeiro, Sérgio Cabral Filho, como enredo para o carnaval de 2024. A escola foi criticada pelo anúncio, já que o político foi preso na Operação Lava-Jato em 2016 (a prisão foi revogada pelo STF no final de 2022) e possui 23 condenações por corrupção, lavagem de dinheiro, formação de cartel e crimes contra o sistema financeiro que levaram a penas que somam 430 anos de reclusão. O presidente da agremiação, Rodrigo Brandão, minimizou a repercussão negativa e defendeu a homenagem à Cabral, afirmando que o enredo contaria sua história "desde a infância, passando pelo jornalismo e adentrando em sua vida pública".
No dia 28 de setembro de 2023, no entanto, a escola de samba mudou de nome e passou a se chamar Grêmio Recreativo Escola de Samba Força Jovem, anunciando no dia seguinte a mudança do enredo de 2024 para "São Januário, a Força de um povo".

## Segmentos

### Presidência
| Mandato               | Presidente      | Referência |
| --------------------- | --------------- | ---------- |
| Fundação - atualmente | Rodrigo Brandão | [ 3 ]      |

### Diretores
| Ano  | Diretor de Carnaval                            | Diretor geral de harmonia                      | Mestre de bateria | Ref.  |
| ---- | ---------------------------------------------- | ---------------------------------------------- | ----------------- | ----- |
| 2020 | Lúcia Helena, Rafael Frazão e Leonardo Augusto | Lúcia Helena, Rafael Frazão e Leonardo Augusto | Guilherme Sapão   | [ 3 ] |

### Comissão de Frente
| Período | Coreógrafo(a) | Referência |
| ------- | ------------- | ---------- |
| 2020    | Vinny Ramos   | [ 3 ]      |

### Casal de Mestre-sala e Porta-bandeira
| Nome | Período                        | Referência |
| ---- | ------------------------------ | ---------- |
| 2020 | Emanuel Lima e Thainara Matias | [ 3 ]      |

### Corte de Bateria
| Período | Rainha        | Ref.  |
| ------- | ------------- | ----- |
| 2020    | Mylla Ribeiro | [ 3 ] |

### Intérpretes
| Período   | Intérprete oficial | Ref.  |
| --------- | ------------------ | ----- |
| 2020-2023 | Juan Briggs        | [ 3 ] |
| 2024-     | Serginho do Porto  |       |

## Carnavais
| Ano | Colocação | Grupo | Enredo | Carnavalesco | Ref.        |
| --- | --- | --- | --- | --- | ----------- |
| 2020 | 7º Lugar | Grupo de Avaliação (quinta divisão)                                                                                   | Camisas negras, uma linda história de respeito, igualdade e justiça Compositor: Leandro Augusto                       | Walter Guilherme e Rodrigo Almeida                                                                                    | [ 3 ] [ 6 ] |
| Inicialmente adiados para o mês de julho, os desfiles do Carnaval 2021 foram cancelados devido a pandemia de Covid-19 | Inicialmente adiados para o mês de julho, os desfiles do Carnaval 2021 foram cancelados devido a pandemia de Covid-19 | Inicialmente adiados para o mês de julho, os desfiles do Carnaval 2021 foram cancelados devido a pandemia de Covid-19 | Inicialmente adiados para o mês de julho, os desfiles do Carnaval 2021 foram cancelados devido a pandemia de Covid-19 | Inicialmente adiados para o mês de julho, os desfiles do Carnaval 2021 foram cancelados devido a pandemia de Covid-19 | [ 7 ]       |
| 2022 | Vice-campeã | Série Bronze (quarta divisão)                                                                                         | O meu coração é a tua morada                                                                                          | Rodrigo Almeida | [ 8 ]       |
| 2023 | 8º Lugar | Série Prata (Sábado) (terceira divisão)                                                                               | Rodeia, Rodeia... Rodeia meu Pai Santana, Rodeia!                                                                     | Rodrigo Almeida | [ 9 ]       |
| Força Jovem | | | | |             |
| 2024 | 16º Lugar (Rebaixada)                                                                                                 | Série Prata (Sexta-feira) (terceira divisão)                                                                          | São Januário, a Força de um povo                                                                                      | Rodrigo Almeida | [ 10 ]      |
| 2025 | 8º Lugar | Série Bronze (Sábado) (quarta divisão)                                                                                | | |             |